# Towarzystwo Kopalń i Zakładów Hutniczych Sosnowieckich

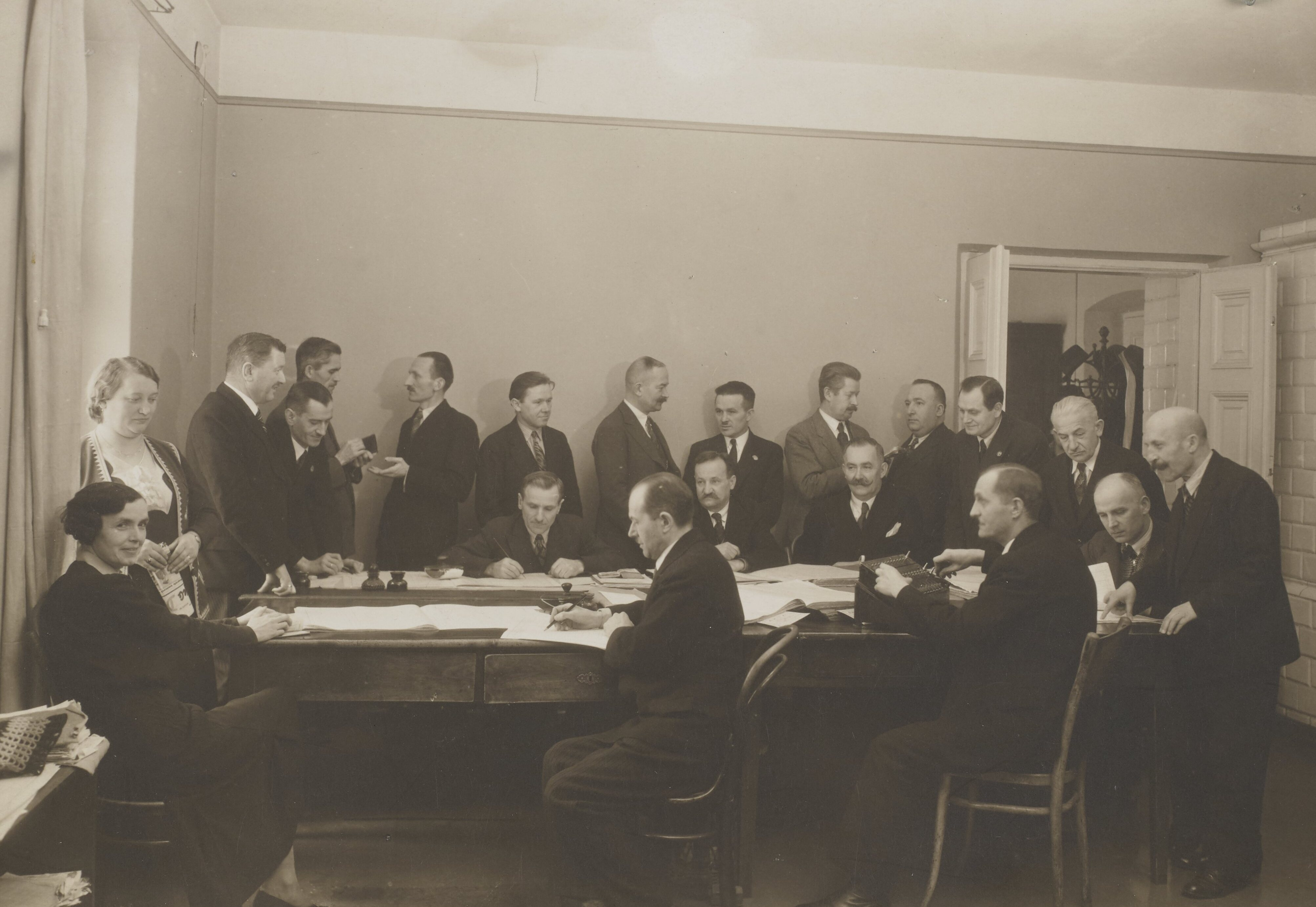
Pracownicy Towarzystwa Kopaln i Zakladow Hutniczych Sosnowieckich. 1930-1939

Towarzystwo Kopalń i Zakładów Hutniczych Sosnowieckich (skrót: Towarzystwo Sosnowieckie, fr. Société des charbonnages mines et usines de Sosnowice) — kombinat górniczo-hutniczy założony w 1890 r. przez kapitalistów francuskich i belgijskich. Inicjatorem Towarzystwa był M.P. Vassal; statut Spółki z siedzibą w Warszawie przy ul. Kapucyńskiej 3/9 zatwierdził car Rosji Mikołaj II w dniu 11 maja 1891 r. Podstawę majątku Spółki stanowiły zakłady przemysłowe i grunty o powierzchni 3200 ha, nabyte w 1891 od właścicieli Gwarectwa von Kramsta, w którego skład wchodziły między innymi kopalnie: „Jerzy” w Niwce (późniejsza kopalnia „Niwka”), „Ignacy” w Zagórzu (później kopalnia „Mortimer”), oraz majątki ziemskie i zakłady hutnicze.  W 1895 r. przejęło majątek spółki akcyjnej Towarzystwa Kopalń i Hut w Milowicach, do której należała kopalnia „Wiktor” (później kopalnia „Milowice”) i majątek ziemski w Milowicach; w ten sposób Towarzystwo Sosnowieckie stało się największym przedsiębiorstwem górniczo-hutniczym w Zagłębiu Dąbrowskim. Następnie Towarzystwo Sosnowieckie zbudowało kopalnie Klimontów I, Klimontów II i Modrzejów. W 1930 r. unieruchomiło jednak kopalnię Klimontów II, a w 1933 r. unieruchomiło i zatopiło kopalnie Klimontów I i Mortimer, tak że pozostały czynne jedynie kopalnie Milowice, Modrzejów i Niwka. W 1942 r. majątek Towarzystwa Sosnowieckiego został przejęty przez koncern Preussag.